# یواس‌اس بالتیمور (اس‌اس‌ان-۷۰۴)
یواس‌اس بالتیمور (اس‌اس‌ان-۷۰۴) (به انگلیسی: USS Baltimore (SSN-704)) یک زیردریایی بود که طول آن ۱۱۰٫۳ متر (۳۶۱ فوت ۱۱ اینچ) بود. این زیردریایی در سال ۱۹۸۰ ساخته شد.